# Liu Yinghui
Liu Yinghui (chinesisch 劉瑛慧, Pinyin Liú Yīnghuì * 29. Juni 1978 in Fushun) ist eine ehemalige chinesische Leichtathletin, die sich auf den Hammerwurf spezialisiert hat.

## Sportliche Laufbahn
Erste internationale Erfahrungen sammelte Liu Yinghui im Jahr 2001, als sie bei den Ostasienspielen in Osaka mit einer Weite von 63,12 m die Silbermedaille hinter ihrer Landsfrau Zhao Wei gewann. Anschließend nahm sie erstmals an der Sommer-Universiade in Peking teil und belegte dort mit 63,26 m den neunten Platz. Im Jahr darauf gewann sie bei den Asienspielen in Busan mit 66,73 m die Silbermedaille hinter ihrer Landsfrau Gu Yuan und 2003 siegte sie dann bei den Studentenweltspielen in Daegu mit einem Wurf auf 69,05 m. Anschließend gewann sie bei den Asienmeisterschaften in Manila mit 66,66 m die Silbermedaille hinter ihrer Landsfrau Gu Yuan und siegte bei den Afro-Asiatischen Spielen in Hyderabad mit 68,03 m. 2004 qualifizierte sie sich für die Teilnahme an den Olympischen Spielen in Athen, verpasste dort aber mit 68,12 m den Einzug ins Finale.
2005 gewann sie bei der Sommer-Universiade in Izmir mit 72,51 m die Silbermedaille hinter der Polin Kamila Skolimowska und gewann anschließend bei den Ostasienspielen in Macau mit 69,20 m die Silbermedaille hinter ihrer Landsfrau Zhang Wenxiu. 2007 schied sie bei den Weltmeisterschaften in Osaka mit 62,83 m in der Qualifikation aus und 2009 beendete sie in Jinan ihre sportliche Karriere im Alter von 31 Jahren.
In den Jahren 2000 und 2002 wurde Liu chinesische Meisterin im Hammerwurf.